# Xã Hartford, Quận Pike, Missouri
Xã Hartford (tiếng Anh: Hartford Township) là một xã thuộc quận Pike, tiểu bang Missouri, Hoa Kỳ. Năm 2010, dân số của xã này là 533 người.